# Joana Resende
Joana dos Santos Resende (* 23. März 2001 in Maia, Portugal) ist eine portugiesische Handballspielerin, die für die portugiesische Nationalmannschaft aufläuft.

## Karriere

### Im Verein
Resende spielte ab der Saison 2008/09 für den portugiesischen Verein Clube de Andebol de Leça. Im Jahr 2017 schloss sie sich dem portugiesischen Erstligisten Colégio de Gaia an. Mit Colégio de Gaia gewann sie im Jahr 2019 sowohl die portugiesische Meisterschaft als auch den portugiesischen Pokal. Nachdem die Rückraumspielerin in der Spielzeit 2019/20 für Benfica Lissabon aufgelaufen war, wechselte sie nach Frankreich. Dort lief sie zwei Jahre für den Erstligisten Paris 92 sowie zwei weitere Jahre für den Zweitligisten Handball Clermont Auvergne Métropole 63 auf. Im Sommer 2024 wechselte sie zum spanischen Erstligisten Costa del Sol Málaga.

### In Auswahlmannschaften
Resende gehörte dem Kader der portugiesischen Jugend- und Juniorinnennationalmannschaft an, mit der sie an der U-20-Weltmeisterschaft 2018 und an der U-19-Europameisterschaft 2019 teilnahm. Bei der U-19-EM 2019 wurde sie mit 55 Treffern Torschützenkönigin des Wettbewerbs. Seit dem Jahr 2018 gehört sie dem Kader der portugiesischen A-Nationalmannschaft an. 
Resende nahm im Jahr 2023 mit der portugiesischen Beachhandball-Nationalmannschaft an den Europaspielen teil, die sie mit ihrer Mannschaft auf dem sechsten Platz abschloss.

## Sonstiges
Ihr Vater ist der portugiesische Handballtrainer Carlos Resende, der zu seiner aktiven Zeit ebenfalls für die portugiesische Nationalmannschaft auflief. Ihre Schwester Patrícia Resende spielt ebenso Handball.